# Ochrosia
Ochrosia är ett släkte av oleanderväxter. Ochrosia ingår i familjen oleanderväxter.

## Dottertaxa tillOchrosia, i alfabetisk ordning[1]
- Ochrosia ackeringae
- Ochrosia acuminata
- Ochrosia alyxioides
- Ochrosia apoensis
- Ochrosia balansae
- Ochrosia basistamina
- Ochrosia bodenheimarum
- Ochrosia borbonica
- Ochrosia brevituba
- Ochrosia brownii
- Ochrosia citrodora
- Ochrosia coccinea
- Ochrosia compta
- Ochrosia elliptica
- Ochrosia fatuhivensis
- Ochrosia ficifolia
- Ochrosia glomerata
- Ochrosia grandiflora
- Ochrosia haleakalae
- Ochrosia hexandra
- Ochrosia inventorum
- Ochrosia iwasakiana
- Ochrosia kauaiensis
- Ochrosia kilaueaensis
- Ochrosia kilneri
- Ochrosia lifuana
- Ochrosia mariannensis
- Ochrosia miana
- Ochrosia minima
- Ochrosia moorei
- Ochrosia mulsantii
- Ochrosia nakaiana
- Ochrosia newelliana
- Ochrosia oppositifolia
- Ochrosia poweri
- Ochrosia sciadophylla
- Ochrosia sevenetii
- Ochrosia silvatica
- Ochrosia solomonensis
- Ochrosia syncarpa
- Ochrosia tahitensis
- Ochrosia tenimberensis
- Ochrosia thiollierei
- Ochrosia vitiensis